# Hilița, Iași
Hilița este un sat în comuna Costuleni din județul Iași, Moldova, România.